# Hinrik Mente
Hinrik Mente d. J. (* um 1475 in Braunschweig; † vor dem 9. September 1531 ebenda) war ein deutscher Glocken- und Geschützgießer.

## Leben
Der Sohn des gleichnamigen Bronzegießers Hinrik Mente d. Ä. († 1516) entstammte einer bekannten Braunschweiger Gießerfamilie. Die Glocken- und Geschützgießer wurden zu Mentes Zeit in Braunschweig zu den freien Künstlern und nicht zu den Handwerkern gezählt. Der Vater ist seit 1460 in der Kannengießerstraße nachweisbar. In derselben Straße wohnte auch dessen Bruder Henning Mente, der gleichfalls als Gießer tätig war. Mentes Urgroßvater war der Stückgießer Henning Bussenschutte, der 1411 das Riesengeschütz Faule Mette gegossen hatte. Im Jahre 1512 kaufte Mente ein großes Grundstück an der Echternstraße im Weichbild Altstadt. Diese Straße lag unmittelbar an der Stadtmauer, wodurch die von der Werkstatt ausgehende Feuergefahr verringert wurde.
Im Jahre 1519 erhielt er das Bürgerrecht in Braunschweig. Mente stellte bronzene Glocken und Taufbecken für die Kirchengemeinden der Stadt und des Umlandes her. Für den Rat der Stadt Braunschweig fertigte er gemeinsam mit seinem Vater und später selbstständig etwa 50 Geschütze. Darunter waren zwei Kartaunen, zwei Notschlangen und sechs halbe Schlangen. Im Jahre 1523 wurden 40 Büchsen auf Streitwagen produziert. Noch im Jahre 1671 bestand ein großer Teil der 134 Geschütze zählenden städtischen Artillerie aus Mentes Stücken. Seine Bekanntheit war so groß, dass die Abbildung eines seiner Geschütze im Zeugbuch Kaiser Karls V. aufgenommen wurde.
Mente starb 1531 in Braunschweig. Sein Name fand Einzug in zeitgenössische Volkslieder, die die kriegerischen Konflikte zwischen der Stadt Braunschweig und dem welfischen Landesherrn thematisieren. So heißt es in einem Lied über die Schlacht bei Steterburg von 1553:
Heinrich Mente schoß mit ganzem fleiß,
den feinden macht ers warlich heiß,
mit halben und ganzen schlangen;
mit fröuden schoß er allzeit drein,
darnach stund sein verlangen.

### Familie
Mente war verheiratet mit Jutta Zylstorff (um 1478–1543), Tochter des Bronzegießers Martin Zylstorff (um 1450–um 1537) aus Lüneburg. Von den beiden Söhnen wurde der ältere Cord Mente (1500–1574) ebenfalls Glocken- und Geschützgießer. Dieser gilt als bedeutendstes Mitglied der Gießerfamilie. Auch der jüngere Sohn Autor (um 1510–1579) arbeitete als Bronzegießer. Er erhielt das Grundstück an der Echternstraße. Der Familienbesitz in der Kannengießerstraße fiel an Hinrik Mentes Halbbruder, den Bronzegießer Ulrich Mente (um 1495–1543) aus der 2. Ehe seines Vaters.

## Werke
Aufgrund der Namensgleichheit von Vater und Sohn sind deren Werke, sowohl Geschütze  als auch Glocken, nicht immer eindeutig zuzuordnen. Als schönste von Hinrik Mente d. J. gegossene Glocke gilt die reich geschmückte Bernwardsglocke (Bernwardiglocke) von 1512, die bis zu ihrer Zerstörung 1944 als Stundenglocke in der Braunschweiger Katharinenkirche hing. Weitere ausgewählte Werke Mentes sind im Folgenden chronologisch aufgeführt:
- Taufbecken in Tangermünde (1508)
- Glocke für Klein-Winnigstedt (1509)
- Taufbecken für die St. Sixti-Kirche in Northeim (1509/10, Zuschreibung)
- Glocke für das Kloster St. Ludgeri in Helmstedt (1511)[5]
- Glocke für St. Marien in Päse (1512)
- Glocke „Nikolaus“ in der Stiftskirche Gandersheim (1513)[6]
- Glocke für Vordorf (1514)
- Geschütz „Rumetasche“ für die Stadt Goslar (1515)[7]
- Glocke zu Schmedenstedt bei Peine (1515)
- Glocke für Altencelle (1515)
- Glocken der Magnikirche in Braunschweig (1518)